# Sheila Jackson Lee
Sheila Jackson Lee, född 12 januari 1950 i Queens i New York, död 19 juli 2024 i Houston, Texas, var en amerikansk demokratisk politiker. Hon representerade delstaten Texas 18:e distrikt i USA:s representanthus sedan 1995.
Jackson Lee gick i skola i Jamaica High School i Queens. Hon avlade 1972 grundexamen i statsvetenskap vid Yale University och 1975 juristexamen vid University of Virginia. Hon flyttade till Houston efter att hennes man Elwyn C. Lee anställdes av University of Houston.
Jackson Lee besegrade sittande kongressledamoten Craig Washington i demokraternas primärval inför kongressvalet 1994. Hon vann sedan själva kongressvalet och efterträdde Washington i representanthuset i januari 1995.